# Monica Gagliano
Monica Gagliano (nacida en 1976) es una ecologista italiana conocida por ampliar el campo de la investigación biológica sobre la inteligencia de las plantas.
Gagliano es profesora asociada de investigación en el campo de la ecología evolutiva en la Universidad Southern Cross en Lismore, Australia, donde dirige el laboratorio de Inteligencia Biológica. Fue miembro del Consejo Australiano de Investigación. A través de su investigación con plantas, «ha ampliado el concepto de cognición (incluida la percepción, los procesos de aprendizaje, la memoria) en las plantas». Ha trabajado para ampliar la forma en que el público ve las plantas, y toda la naturaleza, con respecto a su subjetividad y sensibilidad. Gagliano creció en el norte de Italia.

## Carrera profesional
Gagliano se formó como ecologista marina Como becaria postdoctoral en la Universidad James Cook en el 2008, estaba investigando la damisela de Ambon (Pomacentrus amboinensis) en la Gran Barrera de Coral de Australia. Como parte de su investigación, se le pidió que matara y diseccionara los peces al final del estudio. Los peces estaban acostumbrados a su presencia y nadaban dentro y fuera de su mano a diario, pero la última mañana, cuando los visitó para despedirse, se negaron a salir de sus grietas para saludarla, como si supieran lo que ella iba a hacer. Esto produjo una crisis ética y profesional para Gagliano. Completó el estudio, pero prometió no volver a matar en nombre de la ciencia. Dejó la ciencia animal y entró en la ciencia vegetal. Su sensación de que el pez entendía lo que ella estaba haciendo la impulsó a estudiar la sensibilidad en otras formas de vida.
Gagliano es investigadora en el campo de la cognición vegetal. Su estudio más conocido, de 2014, investigó el aprendizaje y la memoria en Mimosa pudica. Las plantas de mimosa suelen plegar sus hojas ante la menor perturbación. El estudio de Gagliano demostró que las plantas de M. pudica ya no doblaban sus hojas después de haber sido caídas de la misma manera repetidamente. Se habituaron a la perturbación y la habituación es una forma elemental de aprendizaje. En 2016, Gagliano demostró que el guisante común (Pisum sativum) demostraba aprendizaje por asociación. Es decir, de la misma manera que el perro de Pavlov aprendió a asociar el sonido de una campana con la comida, la planta de guisantes aprendió a asociar un estímulo no relacionado, en este caso el aire en movimiento de un ventilador, con el "alimento" de la planta, es decir, la luz. Como forma de investigar más a fondo la cognición de las plantas, en el 2022 ella y un equipo de investigación postularon que las plantas son capaces de prestar atención y sugirieron utilizar un enfoque fenomenológico-empírico para probar esta hipótesis.
Gagliano ha ampliado el campo de la bioacústica a las plantas. En 2012 mostró plantas de maíz emitiendo sonidos. En 2017, demostró que las raíces de la planta de guisante (Pisum sativum) detectaban una fuente de agua a través de señales sonoras.
Gagliano aboga por comparar el aprendizaje en las plantas con el aprendizaje en los animales, desafiando la frontera científica convencional entre seres con cerebro y seres sin cerebro. En una presentación de 2013, Gagliano argumentó que la misma habituación que mostraban las plantas de mimosa, cuando se observa en animales, se llama "aprendizaje" y, por lo tanto, los investigadores deben "usar el mismo lenguaje para describir el mismo comportamiento". Dijo a New Scientist en 2018: «Ya sea un animal, una planta o una bacteria, si cumple los requisitos que coincidimos en definir el aprendizaje, entonces eso es lo que está haciendo». En un artículo de una revista de 2015, abordó problemas teóricos comunes que llevan a los investigadores a no investigar la inteligencia en las plantas y sugirió soluciones a estas barreras de pensamiento.
Gagliano es una defensora de estándares éticos más estrictos en los protocolos científicos para trabajar tanto con plantas como con animales. En 2020, ella y varios científicos del comportamiento animal, preocupados porque las prácticas actuales de la ciencia convencional no van lo suficientemente lejos para garantizar el bienestar de los animales, las plantas o los ecosistemas, sugirieron criterios para profundizar el compromiso ético de los investigadores con el bienestar no humano. Sus sugerencias incluyen utilizar un lenguaje que respete la sensibilidad de los animales; enfatizar aspectos de la experiencia que son importantes para el animal que se estudia (como la importancia del olfato para los perros); e incorporar fuentes de conocimiento no convencionales, como el conocimiento indígena y las relaciones personales con los seres bajo estudio.
Además de su formación e investigación científica occidental, Gagliano también se ha formado con curanderos de plantas peruanos, siguiendo protocolos chamánicos establecidos para aprender a comunicarse directamente con las plantas. Ella les da crédito a las plantas por sugerir diseños para experimentos de laboratorio y colaborar con ella para resolver problemas de investigación.

## En la cultura popular
El artículo de Michael Pollan de 2013 en el New Yorker, «The Intelligent Plant», presentó el trabajo de Gagliano a una amplia audiencia y reavivó el interés popular y el debate sobre la cognición de las plantas.
El artista y escritor James Bridle analizó el trabajo de Gagliano en su libro Ways of Being (2022). En una entrevista de 2023 con la revista Emergence, calificó su trabajo de “enormemente influyente” para él.
El novelista Richard Powers, autor de The Overstory, y Monica Gagliano participaron en una conversación sobre “Inteligencia vegetal” en el Instituto para el Compromiso Interdisciplinario de Dartmouth College en 2020.
El botánico y profesor indígena Robin Wall Kimmerer y Monica Gagliano fueron entrevistados en el podcast Bioneers.
Gagliano fue una de las seis personas que estudiaron varios aspectos de la conciencia y que fueron perfiladas en el documental Aware de 2021.